# Dannum-Tāḫāz
Dannum-Tāḫāz war ein altbabylonischer Herrscher von Ešnunna. Seine genaue chronologische Stellung ist nicht gesichert, jedoch scheint er als Vorgänger oder Nachfolger Narām-Sîns den Thron usurpiert zu haben. Er war somit ungefähr Zeitgenosse des Zimrī-Līm von Mari am Euphrat. Als historische Person ist er durch Siegel aus benachbarten Städten, insbesondere Šaduppum und Neribtum, gesichert.